# Clonakilty Rugby Football Club
 Clonakilty  RFC  est un club de rugby irlandais basé dans la ville de Clonakilty, en république d'Irlande qui évolue dans le championnat irlandais de Deuxième Division.
Le club est affilié à la fédération du Munster et ses joueurs peuvent être sélectionnés pour l’équipe représentative de la région, Munster Rugby.

## Histoire
Le club de Clonakilty est un nouveau venu dans la ligue irlandaise. Ce club, situé dans une petite ville d'environ 4 000 habitants, ce qui est remarquable dans une région où les clubs principaux évoluent dans les villes de Cork (120 000 ha.) et Limerick (90 000 ha.), fut fondé en 1977 dans la Kilty Stone Tavern. Il reprenait de manière organisée une tradition locale, car dès 1890, une équipe du village avait participé à la Munster Junior League. Mais celle-ci ne fut pas pérenne et disparut après la Seconde Guerre mondiale.  En 2001, Clonakilty atteint le sommet du rugby régional et obtient la montée dans la ligue en écartant les champions des trois autres provinces. Depuis, le club a remporté le titre de Troisième Division en 2006 et obtenu une brillante troisième place la saison suivante en Deuxième Division.
Le couleurs vert et rouge sont celles des armes de la localité.

## Palmarès
- Munster Junior Cup : 2001
- Championnat régional du Munster Division 1 (Munster Junior League) : 2001
- Championnat régional du Munster Division 2 (Munster Junior League) : 2000